# بیتی (کانزاس)
بیتی (به انگلیسی: Beattie) شهری در ایالت کانزاس کشور ایالات متحده آمریکا است که جمعیت آن در سرشماری سال ۲۰۱۰ میلادی، ۲۰۰ نفر بوده‌است.